# Tuxoctenus linnaei
Espèce
Tuxoctenus linnaei est une espèce d'araignées aranéomorphes de la famille des Miturgidae.

## Distribution
Cette espèce est endémique d'Australie. Elle se rencontre dans le Sud de l'Australie-Occidentale et en Australie-Méridionale.

## Description
La carapace de mâle holotype mesure 1,22 mm sur 1,14 mm et son abdomen 1,57 mm sur 1,06 mm. La carapace de la femelle paratype mesure 1,84 mm sur 1,24 mm et son abdomen 2,54 mm sur 1,39 mm

## Étymologie
Cette espèce est nommée en l'honneur de Carolus Linnaeus.

## Publication originale
- Raven, 2008 : Revisions of Australian ground-hunting spiders: III. Tuxoctenus gen. nov. (Araneomorphae: Zoridae). Records of the Western Australian Museum, vol. 24, p. 351-361 (texte intégral).